# Callería (distrito)
Callería é um distrito peruano localizado na Província de Coronel Portillo, região de Ucayali. Sua capital é a cidade de Pucallpa.

## Transporte
O distrito de Callería é servido pela seguinte rodovia:
- PE-18C, que liga o distrito à cidade de Alexander von Humboldt [2][3][4]